# Grand Prix Bradlo
Le Grand Prix Bradlo est une course cycliste d'un jour disputée en Slovaquie entre 2000 et 2009. Initialement appelée Bratislava-Bradlo, elle appartient de 2005 à 2009 l'UCI Europe Tour.

## Palmarès
| Année | Vainqueur         | Second            | Troisième          |
| ----- | ----------------- | ----------------- | ------------------ |
| 2000  | Radek Dite        | Kamil Vrana       | Michal Prusa       |
| 2001  | Giampaolo Caruso  | Damiano Marangoni | Diego Nosotti      |
| 2002  | Kristjan Fajt     | Luboš Pelánek     | Radovan Husar      |
| 2003  | Roman Broniš      | Matej Jurčo       | Sebastian Skiba    |
| 2004  | Raffaele Illiano  | Sebastian Skiba   | Martin Prázdnovský |
| 2005  | Martin Riška      | Werner Faltheiner | Maroš Kováč        |
| 2006  | Adam Hansen       | Tomáš Bucháček    | Ján Valach         |
| 2007  | Maciej Bodnar     | Maciej Paterski   | Piotr Osinski      |
| 2008  | Péter Kusztor     | Maroš Kováč       | Rostislav Krotký   |
| 2009  | Nebojša Jovanović | Ján Valach        | Matej Jurčo        |